# Finsternis bei der Kreuzigung Jesu

Kreuzigung des Jesus von Nazareth mit sich verdunkelnder Sonne, Cornelis de Vos, 1584–1651

Die dreistündige Finsternis bei der Kreuzigung Jesu ist ein Element der Passionsgeschichte der synoptischen Evangelien im Neuen Testament. Im Christentum wird die Finsternis in der Regel als Wunder verstanden und auf dem Hintergrund des Alten Testaments vor allem als Zeichen des Gerichts gedeutet.
Ihre Historizität ist Gegenstand anhaltender Diskussionen. Bereits in der Antike wurde sie als zeitliches Zusammenfallen mit einem Naturereignis erklärt, etwa einer Okkultation. Eine Sonnenfinsternis wäre bereits von Zeitgenossen als Wunder empfunden worden, weil Sonnenfinsternisse nur bei Neumond stattfinden, Jesus aber an oder kurz vor einem Pessachfest gekreuzigt wurde. Pessach wird stets bei Vollmond oder in dessen zeitlicher Nähe gefeiert.
Christliche Geschichtsschreiber und Theologen verglichen die Finsternis mit Berichten über andere Finsternisse oder dunkle Zeitabschnitte. Bis in die Gegenwart hinein wurde zudem versucht, die Kreuzigung genau zu datieren. Dazu wurden wegen der in den Passionsberichten erwähnten Finsternis auch astronomische Berechnungen herangezogen; die maßgebenden Datierungsversuche beruhen allerdings auf antiken Quellen (v. a. Regierungsjahre) und kalendarischen Berechnungen.

## Biblischer Befund

### Passionsberichte
Die synoptischen Evangelien berichten übereinstimmend, dass während der Kreuzigung eine Dunkelheit eintrat (skotos egeneto, griechisch: σκότος εγένετο). Sie habe am ersten Tag des Pessachfestes von Mittag bis drei Uhr Nachmittags gedauert (‚sechste bis neunte Stunde‘ nach antiker Zählung):

„Aber von der sechsten Stunde an kam eine Finsternis über das ganze Land bis zur neunten Stunde.“

„Und in der sechsten Stunde kam eine Finsternis über das ganze Land bis zur neunten Stunde.“

„Und es war schon um die sechste Stunde; und es kam eine Finsternis über das ganze Land bis zur neunten Stunde, 45 weil die Sonne aufhörte [zu scheinen]; der Vorhang des Tempels aber riss mitten entzwei.“

Für die Finsternis bzw. für die Verfinsterung der Sonne wird kein Grund angegeben. Sie wird auch nicht ausgedeutet. Das Johannesevangelium erwähnt den Vorgang nicht.

### Vergleichbare alttestamentliche Aussagen
Die größte Nähe der synoptischen Aussagen besteht zu einer Stelle beim Propheten Amos (Am 8,8–9 ), wo in Verbindung mit einem Erdbeben ein Sonnenuntergang bzw. eine Finsternis mitten am Tag angekündigt wird:

„8 Sollte darüber nicht die Erde erbeben und jeder trauern, der auf ihr wohnt? – dass sie sich insgesamt erhebt wie der Strom und aufwogt und zurücksinkt wie der Strom Ägyptens? 9 An jenem Tag wird es geschehen, spricht der Herr, HERR, da lasse ich die Sonne am Mittag untergehen und bringe Finsternis über die Erde am lichten Tag.“

Zu Beginn des Buches Amos wird ein Erdbeben erwähnt, das sich zwei Jahre später ereignete (Am 1,1 ); dieses Beben wird in der Regel als Erfüllung der Prophetie verstanden. Auf dieses Erdbeben nimmt auch das später verfasste Buch Sacharja Bezug (Sach 14,5 ).
Die Vorhersage des Amos steht in Zusammenhang mit einer Gerichtsansage an das Volk Israel (Am 8,1–13 ), in der auch die Trauer um einen „Einzigen“ eine Rolle spielt. Mit Blick auf das Erdbeben von Mt 27,52  wird diese Stelle in der historisch-kritischen Exegese häufig als Vorstellungshintergrund für die neutestamentliche Darstellung gewertet. Nach traditioneller Deutung wird der Text als prophetische Vorhersage der Finsternis bei der Kreuzigung verstanden.
Inwieweit die folgenden Stellen real-kosmisch oder metaphorisch, also als bildhafte Sprache, zu verstehen sind, ist nicht immer sicher zu bestimmen.
Ein real-kosmisches Verfinstern (der Sonne, des Mondes oder auch der Sterne) als Gerichtshandeln Gottes scheint z. B. an folgenden Stellen vorzuliegen:
- Gen 15,12 ELB Gerichtsankündigung an Abraham
- Ex 10,21–23 ELB  Finsternis gegen die Ägypter beim Auszug; und Erinnerung daran: Jos 24,7 ELB
- Jes 13,9–10 ELB  Am Tag des Herrn werden Sterne, Sonne und Mond nicht mehr scheinen.
- Hes 30,18 ELB; Hes 32,7 ELB
- Joel 2,10 ELB; Joel 3,4 ELB; Joel 4,15 ELB.

Als metaphorische Rede sind wohl folgende Stellen zu verstehen:
- 1 Sam 2,9 ELB Gottlose enden in Finsternis,
- Hi 12,25 ELB; Hi 15,30 ELB; Hi 18,6 ELB; Hi 19,8 ELB; Hi 20,26 ELB; Hi 24,17 ELB u.ö.
- Ps 35,6 ELB; Ps 44,20 ELB; Ps 69,24 ELB; Ps 82,5 ELB; Ps 105,28 ELB; Ps 107,10 ELB u.ö.
- Jes 45,7 ELB: Gott schafft Licht und Finsternis, gibt Frieden und schafft Unheil (Parallelität von Finsternis und Unheil)
- Jes 50,3 ELB Gerichtsrede Gottes an sein Volk: „Ich kleide die Himmel in Trauerschwärze und lege ihnen Sacktuch als Kleidung an.“
- Am 5,18–20 ELB; Nah 1,8 ELB; Zef 1,15 ELB

### Vergleichbare neutestamentliche Aussagen
Das Verfinstern der Sonne als Gerichtshandeln findet sich in Offb 8,12  (4. Posaune: Finsternis während eines Drittels des Tages), Offb 9,2  (5. Posaune: „ein Rauch aus dem Brunnen des Abgrundes verfinstert die Sonne und die Luft“) und in Offb 16,10  (5. Zornesschale wird „auf den Thron des Tieres“ gegossen, wodurch sein Reich verfinstert wird).

## Deutung der Finsternis
Die Finsternis bei der Kreuzigung gehört neben dem Zerreißen des Tempelvorhangs (Mk 15,38) und der Auferstehung der Heiligen (Mt 27, 51–53) zu den Motiven, die eine eschatologische Interpretation des Todes Jesu nahelegen. Denn Jesu „Tod und Auferstehung markierten die Morgendämmerung des großen Tages Gottes.“ Diese Interpretation wurzle in Jesu eigenem Verständnis seines Todes, den er „als Teil des eschatologischen, sich nun entfaltenden Dramas sah“.
„Die natürliche Finsternis bestätigt hier auf übernatürliche Weise die Schwärze dessen, was sich auf der historischen Ebene abspielt“, nämlich die Kreuzigung (François Bovon).
Dieses Zeichen erinnerte jüdische Hörer und Leser sowohl an die Dunkelheit bei den Theophanien (z. B. am Sinai) als auch an den Tag Jahwes, insbesondere an den „Tag des Zorns“. Es erinnerte griechische und römische Leser, „dass kosmische Erschütterungen oder Zeichen vom Himmel … die hohe Bedeutung des Todes von Prinzen, Helden, ja sogar von Göttern unterstreichen (Jes 13,10; Jer 4,23)“. Die Dunkelheit war eine der Plagen in Ägypten (Ex 10,22) und taucht in den Propheten als Gericht der Endzeit auf (Jes 13,10, Hes 30,3 und 32,7–8, Joel 2,2, 10,31, 3,15, Am 5,18, Sach 14,6).

### Matthäusevangelium
Matthäus beschreibt auch die Kreuzigung unter dem Gesichtspunkt der Tragik, dass Israel seinen Messias und das Evangelium verwirft und dass sich damit die Schrift erfüllt. Die Kreuzigung wirft dunkle Schatten voraus auf die gesamte Erzählung des Lebens Jesu. Die Finsternis ist als Vorbote des nahenden Gerichts über Jerusalem und Israel zu sehen, dessen Bewohner es herbeiriefen: Sein Blut komme über uns und unsere Kinder! (Mt 27,25)

### Markusevangelium
Markus versteht den Moment der Kreuzigung als Moment göttlicher Offenbarung: in seinem Tod kann Jesus, der gerechte Menschensohn und gehorsame Diener, ganz in seinem Wert erfasst und als Sohn Gottes erkannt werden. Der römische Hauptmann spricht es aus: Wahrhaftig, dieser Mensch war Gottes Sohn! (Mk 15,39). Die Finsternis markiert den Übergang zur neuen Heilsordnung, nachdem der Tempelvorhang zerrissen ist.

### Lukasevangelium
Lukas ergänzt, dass die Sonne aufgehört habe (griech.: εκλείπειν), was auf das Sonnenlicht zu beziehen ist, das anscheinend fehlte. Ekleipein ist der übliche Begriff für eine Sonnenfinsternis. Der Mehrheitstext, viele alte Textzeugen und wohl auch Origenes überliefern das Wort eskotistä (εσκοτίσΘη): Die Sonne „wurde verfinstert“. Auch bei Lukas wird die Finsternis darüber hinaus nicht explizit gedeutet. Dass aber die Macht der Finsternis am Werk ist, wird vom Evangelium bereits bei Jesu Verhaftung (Lk 22,53) in seinem Wort an die Machthabenden ausgedrückt: Dies ist eure Stunde und die Vollzugsgewalt (εξουσία) der Finsternis. Der doppelte Stichwortanschluss ist offensichtlich. Damit habe Jesus die sichtbare Verfinsterung angekündigt.
Indem Lukas das Zerreißen des Tempelvorhangs neben die Finsternis stellt (obwohl seine Quellen Ersteres kurz nach Jesu Tod ansetzen), schafft er eine implizite Interpretation für beides: So wie die Finsternis den Tag in zwei Hälften reißt, reißt der (innere) Vorhang im Tempel in zwei Hälften. Während draußen die Finsternis regiert und das Gericht Gottes über Jesus ergeht, öffnet sich drinnen der Zugang zu Gottes Gegenwart. Beides hat universelle Bedeutung.
Der Evangelist habe die Finsternis für „ein kosmisches Zeichen“ gehalten, „das die Wichtigkeit des Todes des Messias Israels unterstreicht“ und weniger dessen Sinn. Sie habe sich nach der Vorstellung des Lukas wahrscheinlich über die ganze bewohnte „Erde“ (γή) erstreckt, denn der Evangelist wolle durch seine beiden Bücher, Lukas und Apostelgeschichte, die Bedeutung Jesu für die ganze Welt erweisen. Hingegen verstehen sowohl Keener als auch Liefeld „Land“ im lokalen Sinn als Bezeichnung für Israel oder Judäa (ebenso das Petrusevangelium, 15).

## Frühchristliche Texte
Das Petrusevangelium beschreibt, dass um die Mittagszeit in Judäa völlige Finsternis geherrscht habe und sich viele Leute mit Lampen auf den Weg gemacht hätten, „da sie meinten, es sei Nacht, aber sie fielen trotzdem immer wieder hin.“ (Kap. V, Verse 15+18). Zur neunten Stunde habe die Sonne wieder zu scheinen begonnen (Kap. VI, Vers 22). Die Schriftgelehrten, Pharisäer und Ältesten hätten insbesondere im Blick auf die Finsternis zueinander gesagt: „Wenn bei seinem Tode diese überaus großen Zeichen geschehen sind, so sehet, wie gerecht er war“ (Kap. VIII, Vers 28).
Der erste Teil des Nikodemusevangeliums (4. Jh.) stellt den Prozess und die Hinrichtung Jesu dar. Erwähnt wird eine Vielzahl wahrnehmbarer Erscheinungen, die die Kreuzigung begleiteten. Nach Kap. 11 begann die Finsternis um die Mittagszeit, dauerte drei Stunden und wurde durch die Verdunkelung der Sonne verursacht. Es vermerkt auch, Pilatus und seine Frau seien beunruhigt gewesen durch einen Bericht über die Vorfälle (11,2). Die Juden, die er vorlud, sagten, es sei eine gewöhnliche Sonnenfinsternis.

Im dritten Teil der Schrift, dem Abstieg Christi in die Unterwelt (auch als „Höllenfahrt“ bezeichnet), werden die vielen Toten beschrieben, die auferstehen und kurz nach der Auferstehung Christi vielen Menschen in Jerusalem erschienen sind. Schließlich werden die angeblichen Befragungen des Kaisers in Rom und das anschließende Dekret wiedergegeben, das strenge Strafen für Pilatus und die Juden befahl, weil sie die Finsternis und das Erdbeben verursacht hätten, das die ganze Erde betraf.
Im Brief des Pontius Pilatus an Tiberius, einem Teil der lateinischen Fassung des Nikodemusevangeliums heißt es, die Finsternis habe zur sechsten Stunde begonnen, die ganze Welt (den bewohnten Erdkreis) bedeckt und vom Abend bis zum nächsten Morgen habe der Mond wie Blut ausgesehen.
In Briefen unter dem Namen des Dionysius Areopagita behauptet der Autor (Pseudo-Dionysius Areopagita), er habe zur Zeit der Kreuzigung von Heliopolis aus eine Sonnenfinsternis beobachtet.
Der namengebende Dionysius (Apg 17,34) stammte aus Athen und soll eine klassisch-griechische Erziehung erhalten haben. Er habe in Heliopolis Astronomie studiert, wo er zusammen mit seinem Freund Apollophonos Zeuge der Sonnenfinsternis zum Zeitpunkt des Todes Jesu geworden sein soll. Er soll während der Finsternis gesagt haben: „Entweder leidet jetzt der Schöpfer der ganzen Welt oder die sichtbare Welt geht zu Ende.“
Andere apokryphe Schriften berichten in kürzerer Form von der Finsternis. In den Johannesakten (Acta Ioannis) findet sich die Aussage, dass die Finsternis zur sechsten Stunde begann und die ganze Erde bedeckte.

## Antike Geschichtsschreiber
Der christliche Geschichtsschreiber Sextus Julius Africanus schrieb um 220, der nichtchristliche Chronist Thallus habe die Dunkelheit fälschlicherweise als Sonnenfinsternis bezeichnet:

„Diese Finsternis nennt Thallus im dritten Buch der Historien eine Sonnenfinsternis. Wie mir scheint, gegen vernünftige Einsicht.“

Africanus argumentiert gegen Thallus, Jesus sei an einem Frühlingsvollmond gekreuzigt worden und dann könne es keine Sonnenfinsternis gegeben haben. Denn das Pessachfest werde stets bei Vollmond gefeiert (Lev 23,5 ), was eine Bedeckung der Sonne durch den Mond ausschließe.
Daraus wird gefolgert, dass Thallus eine Passionsüberlieferung gekannt habe, die die Finsternis als Naturwunder darstellte, während er als Nichtchrist diese Deutung widerlegen wollte, indem er sie als (natürliche) Sonnenfinsternis abtat. Es ist indes nicht gesichert, ob sich Thallus selber auf die Kreuzigung bezog.
Africanus zitiert auch den Chronisten Phlegon von Tralleis (2. Jh.): „Phlegon berichtet, dass es während der Regierungszeit des Kaisers Tiberius eine vollständige Sonnenfinsternis gegeben habe, bei Vollmond  von der sechsten bis zur neunten Stunde“.
Der Kirchengeschichtsschreiber Eusebius von Caesarea (264–340) zitiert in seiner Chronik Phlegon, dieser habe gesagt, dass während des vierten Jahres der 202. Olympiade (32/33 n.) „eine große Sonnenfinsternis zur sechsten Stunde eintrat, die alle vorherigen übertraf, den Tag in eine solch nächtliche Finsternis verwandelte, dass die Sterne am Himmel sichtbar waren, und die Erde in Bithynien sich bewegte, so dass viel Gebäude in der Stadt Nizäa einstürzten.“ Es wurde angenommen, dass dies die Sonnenfinsternis vom 24. November 29 war. Dies entspreche zwar dem „ersten“ Jahr der Olympiade, könne aber auf einen Schreibfehler von Α' („1.“) zu Δ' („4.“) zurückgeführt werden. 2005 zeigte der Seismologe Nicolas Ambraseys auf, dass in den Quellen Jerusalem nicht in Verbindung mit dem Erdbeben erwähnt wird.
Tertullian erzählt in seinem Apologeticum (197 n.) die Geschichte von der Finsternis, die um Mittag während der Kreuzigung begann. Wer die Vorhersage nicht kannte, habe „zweifellos gedacht, es sei eine Finsternis“. Tertullian behauptet, der Beweis sei immer noch zugänglich: „Ihr selbst habt den Bericht des weltweiten Zeichens immer noch in euren Archiven.“
Der frühe Historiker und Theologe Rufinus von Aquileia (~345–410), der die Kirchengeschichte des Eusebius fortschrieb, gab darin einen Teil der Verteidigungsrede des Lukian von Antiochia († 312, Martyrium) gegenüber Kaiser Maximinus Daia wieder. Lukian war wie Tertullian überzeugt, dass ein Bericht über die Finsternis bei der Kreuzigung in römischen Aufzeichnungen zu finden sei. James Ussher (1581–1656) überlieferte Lukians entsprechende Aussage vor Maximinus so: „Erforschen Sie Ihre Schriften und Sie werden in der Zeit des Pilatus, als Christus litt, finden, dass die Sonne plötzlich weggenommen war und eine Dunkelheit folgte.“
Der christliche Historiker Paulus Orosius schrieb um 417, dass Jesus „sich selber willig dem Leiden auslieferte, aber durch die Ungläubigkeit der Juden verhaftet und ans Kreuz genagelt wurde, als ein sehr großes Erdbeben auf der ganzen Welt stattfand, Felsen und Berge barsten, und der größte Teil der größten Städte durch diese außergewöhnliche Gewalt einstürzte. Am selben Tag, zur sechsten Stunde des Tages, wurde auch die Sonne verdunkelt und eine abscheuliche Nacht überschattete plötzlich das Land, wie gesagt wurde: ‘ein unfrommes Zeitalter fürchtete die ewige Nacht.’ Überdies war völlig klar, dass weder der Mond noch die Wolken dem Sonnenlicht im Wege standen, so dass berichtet wird, dass an jenem Tag der Mond, als er 14 Tage alt war und die gesamte Himmelsregion dazwischen [scil. zwischen ihm und der Sonne] lag, am weitestens vom Angesicht der Sonne entfernt war, und dass die Sterne damals am ganzen Himmel leuchteten, in den Stunden des Tages oder eher: in jener schrecklichen Nacht. Dies bestätigen nicht nur die Autorität der Heiligen Evangelien, sondern sogar einige Bücher der Griechen.“

## Historische Frage
Die frühchristlichen Texte scheinen lediglich die Angaben der Evangelien zu variieren, auszuschmücken und mit alttestamentlichem Stoff zu verbinden. Abgesehen vom Petrusevangelium, das den Charakter der Dunkelheit beschreibt, liefern sie kaum auswertbare, über das in den Evangelien Gesagte hinausgehende Informationen.
Im 19. Jahrhundert argumentierte der Atheist Kersey Graves, der biblische Bericht sei unglaubwürdig und lächerlich. Denn es mangele an Aussagen zu einer Finsternis bei der Kreuzigung in den Werken Senecas und Plinius’. Der Mangel an zeitgenössischen Berichten und das Schweigen des Johannesevangeliums wird bis heute ins Feld geführt. Für das Schweigen lassen sich indes plausible Gründe angeben und Johannes ließ auch andere Elemente der synoptischen Passionsberichte wegfallen (das Wort aus Ps 22,2, den Schrei der Verlassenheit unmittelbar vor dem Tod u. a.) und fügte anderes hinzu.
Die Beantwortung der historischen Frage hängt wesentlich davon ab, ob man die Notiz bei Lukas (die Sonne sei ‚ausgegangen‘) als Beschreibung einer totalen Sonnenfinsternis wertet. Tut man es, so erscheint die Finsternis als literarische Erfindung, die den Tod Jesu aufwerten oder die Bedeutung seines Sterbens für den gesamten Kosmos zeigen soll.
Denn aus astronomischer Sicht hätten die historisch in Frage kommenden Sonnenfinsternisse in Jerusalem kaum jene Wirkung gehabt, die das Phänomen erklären würde, das die Synoptiker erwähnen (vgl. unten Mark Kidger). Das gilt erst recht für die in Frage kommenden Mondfinsternisse (vgl. unten die Kritik Schaefers an Humphreys und Waddington). Zusätzlich wird die lange Dauer der biblisch bezeugten Verfinsterung (etwa drei Stunden) gelegentlich als Argument gegen die Historizität einer Sonnenfinsternis angeführt, vgl. dazu aber den Abschnitt unten: Ähnliche Berichte über die Dauer der Dunkelheit.
Gegen die These einer Mondfinsternis spricht, dass in den Passionsberichten kein blutroter Mond erwähnt wird. Gegen die Erklärung der Dunkelheit mithilfe einer Sonnenfinsternis spricht die Tatsache, dass Jesus in der Zeit des Pessachfestes gekreuzigt wurde, das immer bei Vollmond gefeiert wird.
H. J. MacAdam (im Artikel „Finsternis“, Σκότος) erwägt, dass die Sonnenfinsternis vom 24. November 29 Lukas veranlasst haben könnte, die ihm vorliegende Überlieferung (Markusevangelium) so zu interpretieren und mithilfe einer Sonnenfinsternis zu erklären. Die Formulierung, dass „die Sonne ausging“ (του ηλίου εκλίποντος), stamme auf jeden Fall von Lukas, wovon auch Bovon überzeugt ist, der bei Lukas einen Rechenfehler in Betracht zieht und dessen Erinnerung an die Sonnenfinsternis vom 24. November 29. Geht man also davon aus, es werde eine Sonnenfinsternis berichtet, so werden das Zerreißen des Tempelvorhangs (so alle Synoptiker), das Erdbeben und Totenerweckungen (Matthäus) erst recht als fiktionale Elemente innerhalb des im Kern historischen Berichts gewertet.
Geht man von einer anderen, nicht-astronomischen Ursache für die Verfinsterung der Sonne aus, ist die außerbiblische historische Bezeugung eher schwach (indirekt von Thallus: nach 52 n.; von Tertullian: um 197 n., Phlegon von Tralleis und das Petrusevangelium: im 2. Jh.), muss aber nicht erbracht werden, da es sich um eine regionale Verfinsterung gehandelt haben kann. Sie kann als ausreichend bezeugtes, natürlich nicht erklärbares Geschehen zur Kenntnis genommen werden.
Carson hält die Erörterung der verschiedenen möglichen Ursachen für die Verfinsterung für zwecklos, „nicht weil sie nicht stattfand, sondern weil wir nicht wissen, wie sie stattfand.“
Theologisch erscheint „die Finsternis als Symbol und Begleiterscheinung des göttlichen Gerichts“, ganz gleich ob sie für historisch gehalten wird. Sie wird als faktische Erfüllung von Gerichtsankündigungen wie jenen in Amos 8,9, Joel 2,10; 3,4; 4,15 u.ö. verstanden werden oder aber – je nach Weltanschauung bzw. theologischer Ausrichtung – als literarischer Ausdruck dessen, wie man urchristlich das Sterben Jesu verstand.

## Erklärungen für die Finsternis

### Erklärung als Wunder
Weil man im Mittelalter wusste, dass Sonnenfinsternisse nicht während des (immer an Vollmonden gefeierten) Pessachfestes, sondern nur bei Neumond stattfinden können, wurde die Finsternis bei der Kreuzigung Jesu als wunderhaftes Zeichen betrachtet und kaum als natürliches Ereignis. Der Astronom Johannes de Sacrobosco schrieb ums Jahr 1230 in seinem Tractatus de Sphaerahis, dass die „Finsternis nicht natürlich, sondern eher wunderhaft sei und der Natur entgegenstehe.“

### Totale Sonnenfinsternis

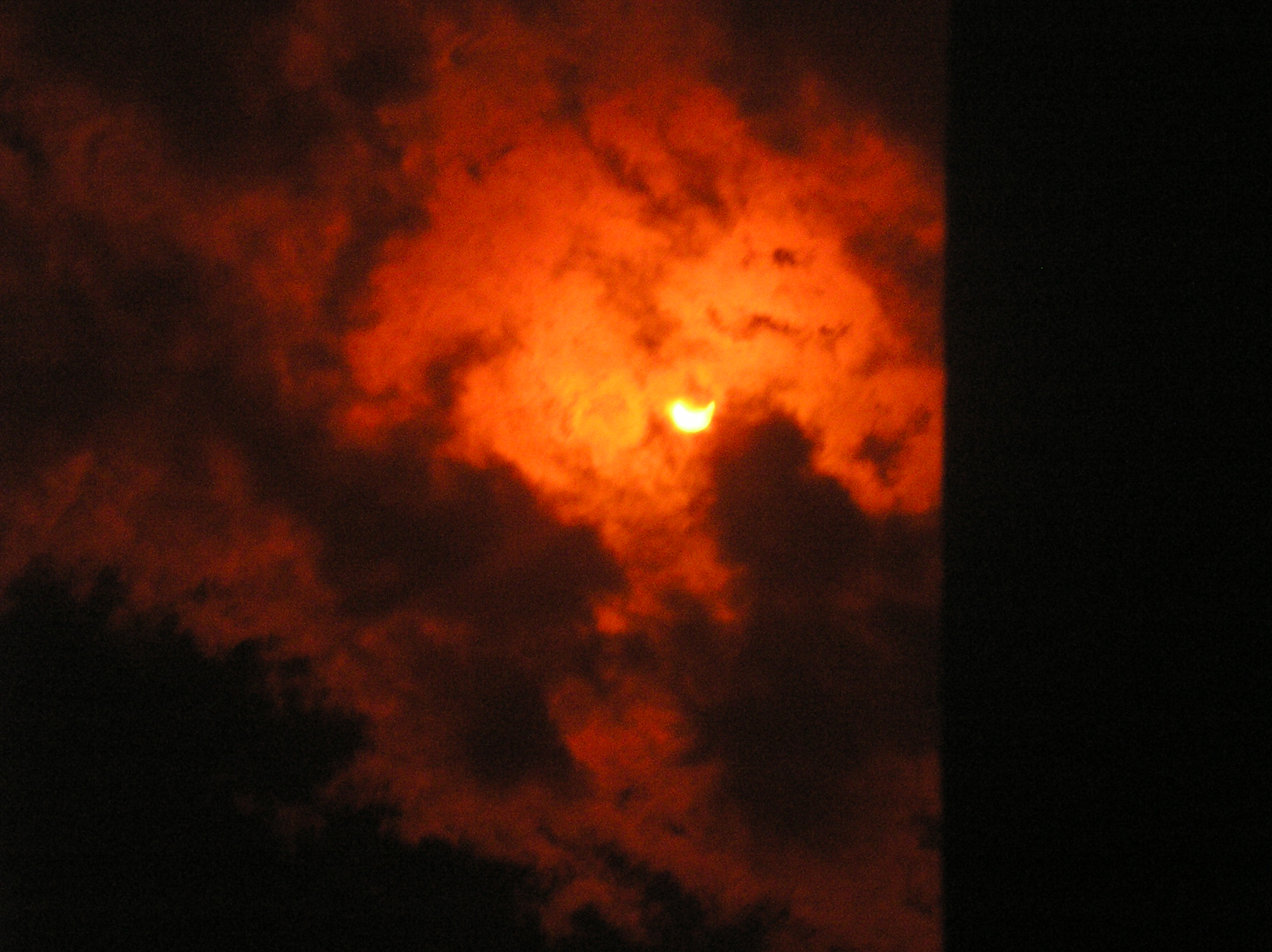
Eine Sonnenfinsternis im August 2008. Der Mond benötigt ungefähr eine Stunde, um die Sonne ganz zu bedecken. Die totale Finsternis dauert dann nur einige Minuten.

Historische Berichte vom ‚Auslöschen‘ der Sonne, die mehr als eine halbe Stunde dauerten, wurden tatsächlich totalen Sonnenfinsternissen zugeschrieben. So gibt es z. B. Berichte aus der T’ang-Dynastie und der Angelsächsischen Chronik von der immerhin einstündigen Sonnenfinsternis im Jahr 879. Sie werden der totalen Sonnenfinsternis vom 29. Oktober 878 zugerechnet.
An Pessach (15. Nisan) oder in dessen zeitlicher Nähe, also zur Zeit der Kreuzigung Jesu, kann aber keine Sonnenfinsternis stattgefunden haben, weil sie nur während Neumondphasen auftreten und am 15. Nisan immer Vollmond ist.
Rückt man von der Pessachzeit als Kreuzigungstermin ab, so sind die in jenen Jahren in Frage kommenden Sonnenfinsternisse zu schwach, um für die Dunkelheit verantwortlich zu sein: Der Astronom Mark Kidger beschrieb die totale Finsternis vom 24. November 29 als jene mit der größten geographischen Nähe zum Ort der Kreuzigung. Ihr Kernschatten zog um 11.05 Uhr leicht nördlich von Jerusalem vorbei (vgl. das Diagramm der NASA für diesen Kernschatten). Kidger konnte zeigen, dass der maximale Grad der Dunkelheit für Jerusalem nur 95 % betrug. Der Verdunkelungsgrad sei für die Menschen im Freien nicht wahrnehmbar gewesen („unnoticeable for people outdoors“). Seinen Berechnungen zufolge war diese Finsternis total in Nazareth und Galiläa (1 Min. 49 Sek.). Er schloss daraus, dass die Einwohner Jerusalems weder den Bedarf noch die Zeit hatten, ihre Lampen wegen dieser Sonnenfinsternis anzuzünden, wie es das apokryphe Petrusevangelium beschreibt. Ein solches Verhalten wäre nur durch eine wesentlich längere Dunkelheit bei totaler Sonnenfinsternis erklärbar.
Sonnenfinsternisse sind zu kurz, um für die Dunkelheit bei der Kreuzigung in Frage zu kommen (vgl. aber unten Kapitel 7: Ähnliche Berichte). Denn die beschriebene Dauer übersteigt die Wirkung einer totalen Sonnenfinsternis um mindestens das Zehnfache. Eine Sonnenfinsternis kann prinzipiell nie länger als siebeneinhalb Minuten total sein. Die Finsternis vom 3. November 31 dauerte maximal eine Minute und vier Sekunden, jene vom 19. März 33 nur vier Minuten und sechs Sekunden. Keine der beiden war total, als sie über Jerusalem hinwegzog. Eine längere totale Finsternis, die einigermaßen in zeitlicher Nähe zum Jahr der Kreuzigung vorkam, ereignete sich am 22. Juli 27; sie dauerte in Judäa höchstens sechs Minuten und 31 Sekunden.

### Mondfinsternis

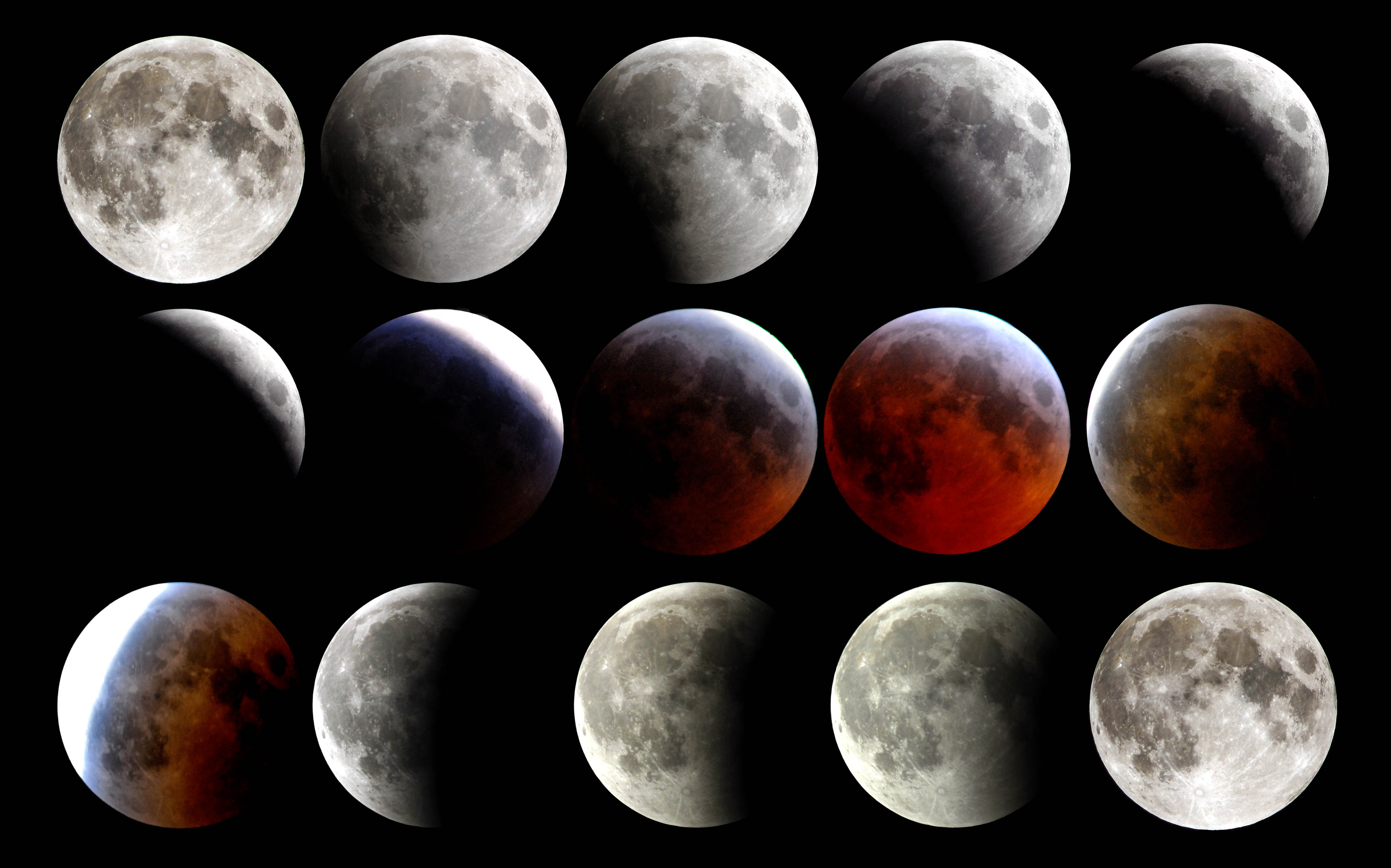
Mondfinsternis im März 2007. Eine Mondfinsternis kann einige Stunden dauern, eine totale Abdeckung des Mondes etwa eine volle Stunde.

Die Angabe des Petrus, dass der Mond sich in Blut verwandle (Apg 2,20 ) diente der Herleitung des Datums der Kreuzigung. Die Kreuzigung fand zur Zeit des Pessachfestes statt, d. h. in der Mitte des Mondmonats bei Vollmond.
In der Apostelgeschichte Apg 2,20  erwähnt Petrus im Zusammenhang mit der Prophetie aus Joel Joel 3,4 , dass „die Sonne in Finsternis und der Mond in Blut verwandelt werden“ soll. Ein „Mond von Blut“ ist eine gebräuchliche Bezeichnung für eine Mondfinsternis wegen der rötlichen Farbe des Mondes, das durch die Lichtbrechung in der Erdatmosphäre (Restlichtreflexion) entsteht. Die Bibelkommentatoren sind sich uneinig über die genaue Bedeutung der Aussage Petri.
Der Astronom Martin Gaskel argumentierte, eine Mondfinsternis hätte am Tag der Kreuzigung erhebliche Aufmerksamkeit erregt.

#### Humphreys und Waddington
1985 publizierten Colin J. Humphreys und W. G. Waddington von der Oxford University ihre Rekonstruktion des jüdischen Kalenders für das erste Jahrhundert n. Chr. Demnach wäre der Freitag, 3. April 33, das Datum der Kreuzigung gewesen.  Darüber hinaus rekonstruierten sie für diesen Tag auch das Szenario einer Mondfinsternis:
„Diese Finsternis war in Jerusalem bei Aufgang des Mondes sichtbar. ... Der Beginn der Finsternis war in Jerusalem unsichtbar, weil er unter dem Horizont lag. Sie begann um 15.40 Uhr und erreichte ihr Maximum um 17.15 Uhr mit 60 % Abdeckung des Mondes, was für Jerusalem wiederum unterhalb des Horizontes lag.“ Sichtbar sei er in Jerusalem etwa von 18.20 bis 18.50 Uhr gewesen (zu Beginn des Sabbat bzw. des Pessach im Jahr 33), wobei etwa 20 % der Mondscheibe im Kernschatten der Erde gelegen habe.
Dass kein Evangelium einen roten Mond erwähnt, sei das Ergebnis eines Kopisten, der fälschlicherweise den Text verbessert habe. Die Autoren kommen zum Schluss, der blutrote Mond beziehe sich wahrscheinlich auf eine Mondfinsternis. Diese Deutung sei in sich stimmig und passe zum 3. April 33 als Datum der Kreuzigung.

##### Kritik an Humphreys und Waddington
Die Annahme einer Textkorrektur, dass jemand „Sonne“ statt „Mond“ geschrieben habe, ist hypothetisch. Nicht erklärt wird auch die ausdrücklich erwähnte Verdunkelung der Sonne (Lk 23,44–45 ).
Der Astronom Bradley E. Schaefer widersprach Humphreys und Waddington in Bezug auf die Sichtbarkeit der Mondfinsternis, wobei er sich auf seine computergestützten Berechnungen himmlischer Lichterscheinungen stützte. Während der Kreuzigung sei keine Mondfinsternis sichtbar gewesen. Der Brite Clive Ruggles kam 1990 zum selben Ergebnis wie Schaefer.

### Andere Erklärungen
Manche erklärten sich die Finsternis bei der Kreuzigung mithilfe einer dichten Wolkendecke. Eine weitere natürliche Erklärung ist ein vom Chamsin-Wind verursachter Staubsturm, der in Israel zwischen März und Mai aufzutreten pflegt.

### Verzicht auf eine Erklärung
D. A. Carson hält es für „nutzlos, darüber zu streiten bzw. zu räsonieren, ob die Finsternis durch eine Sonnenfinsternis von drei Stunden(!) oder atmosphärische Umstände, verursacht durch einen Schirokko oder durch etwas anderes, entstand“, weil wir schlicht nicht genügend über die Entstehung der Finsternis wissen. „Die Evangelisten sind hauptsächlich an den theologischen Implikationen interessiert, die sich aus den historischen Phänomenen ergeben.“

## Ähnliche Berichte über die Dauer der Dunkelheit

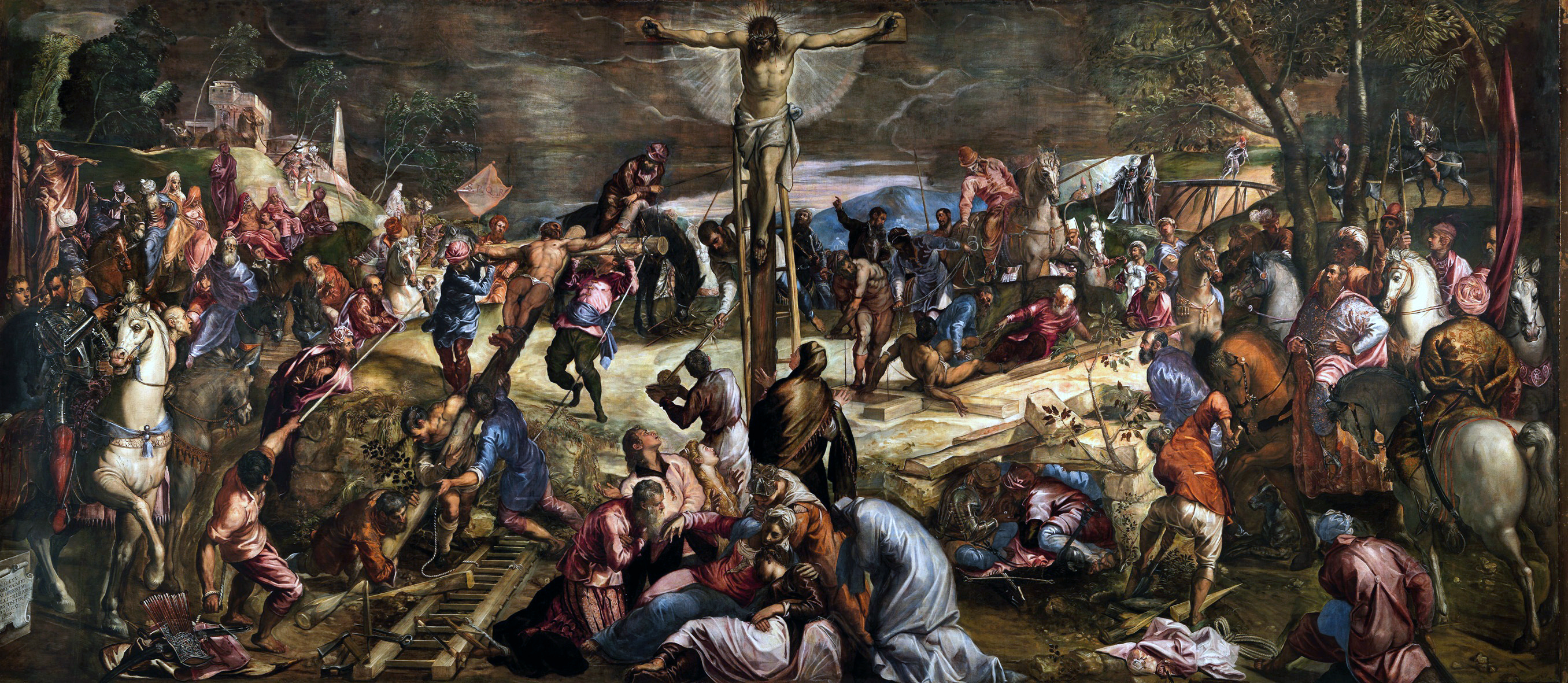
Kreuzigungsszene mit auffällig verdunkeltem Himmel, Jacopo Tintoretto (1518–1594)

Während totale Finsternisse faktisch nie mehr als einige Minuten dauern, wird die Zeitdauer in den frühen Quellen oft mit zwei bis drei Stunden angegeben.
Dies trifft unter anderem auf die Finsternis von Reichersberg 1241 zu. Modern wurde sie auf knapp dreieinhalb Minuten Dauer bestimmt. Francis Richard Stephenson vermutet, die synoptischen Berichte von der Passion Christi hätten Pate gestanden. Allerdings sind solche großen Zeitdauern aus Berichten aus anderen Kulturen ebenso bekannt. Eine mögliche Erklärung für die außergewöhnliche Dauer ist der schockierende Eindruck, den ein solch seltenes und unerklärliches Ereignis hinterlassen kann.
Die am 3. Juni 1239 in weiten Teilen Südeuropas sichtbare Finsternis wurde in Coimbra, Toledo, Montpellier, Marola, Florenz, Siena, Arezzo, Cesena und Split beobachtet. Ihre Dauer wurde zumeist als mehrstündig angegeben. Der Mönch und Naturforscher Ristoro d’Arezzo unternahm den ersten weltweit bekannten Versuch einer Messung der Zeitdauer: Demnach dauerte die Bedeckung so lange, wie ein Mann braucht, um 250 Schritte zu gehen, was mit den angenommenen fünf Minuten und 45 Sekunden übereinstimmt.

## Datierung der Kreuzigung
Die Finsternis bei der Kreuzigung spielte eine untergeordnete Rolle beim Versuch, die Kreuzigung zu datieren. Verschiedene Überlegungen zum Jahr der Kreuzigung wurden mit astronomisch-kalendarischen Bestimmungen jener Tage verbunden, ab wann von Jerusalem aus die Sichel des Neumondes sichtbar war. Denn dies wurde von den Juden als Anfang ihres Monats (Mondmonats) genommen, also als 1. Nisan. Damit konnte der Tag der Kreuzigung wahrscheinlich gemacht werden. Verbreitete Schätzungen kamen auf den 7. April 30, den 3. April 33 und den 23. April 34.
Außerbiblische Berichte wurden in die Bestimmung des Kreuzigungsjahres einbezogen. Eusebius verband die Verdunkelung der Sonne mit dem 18. Regierungsjahr des Kaisers Tiberius und dem Erdbeben als dem Jahr der Kreuzigung Jesu. Da Tiberius (* 42 v.; † 37 n.) den Thron im Jahr 14 n. bestieg, fiel sein 18. Regierungsjahr auf das Jahr 32 oder – wenn man den jüdischen Kalender in Anschlag bringt – zwischen Frühjahr 32 und Frühjahr 33. Auch die Verfinsterung, die Phlegon von Tralleis erwähnt, bringt uns ins Jahr 32 oder 33. Das vierte Jahr der 202. Olympiade reichte vom Sommer 32 bis in den Sommer 33. Denn die erste Olympiade wurde 776 v. Chr. durchgeführt und danach jeweils im Abstand von vier Jahren.
Den Tag der Kreuzigung berechnete bereits Isaac Newton, indem er den jüdischen und den julianischen Kalender sowie die Lage der jüdischen Festtage zur Tagundnachtgleiche im Herbst in Betracht zog. Auf dieser Basis nahm er einen Freitag (14. Nisan) als Tag der Kreuzigung an. Aufgrund einer Verschiebungsregel, wonach einige Feiertage auf den jeweiligen Schabat verschoben wurden, um nicht nacheinander mehrere Feiertage zu haben, fiel Newton zufolge der 14. Nisan im Jahr 31 auf Mittwoch, den 28. März, im Jahr 32 auf Montag, den 14. April, und nur in den Jahren 33 und 34 auf einen Freitag. Newton legte sich zunächst auf den Freitag (33 oder 34) und dann auf den 23. April 34 als wahrscheinlichstes Datum der Kreuzigung fest. Seine grundsätzliche Einschätzung wurde mit modernen Methoden bestätigt. Der Astronom John Knight Fotheringham bestätigte das Kreuzigungsdatum auf ähnliche Weise.
Die Astronomen Bradley E. Schaefer und John Pratt kamen mithilfe verschiedenen Computersimulationen, basierend auf dem ursprünglich von Isaac Newton gewählten Ansatz, unabhängig voneinander auf dasselbe Datum für die Kreuzigung, nämlich auf Freitag, den 3. April 33 als wahrscheinlichstes Datum.
Sir Robert Anderson, in leitender Stellung beim Scotland Yard beschäftigt, berechnete 1895 mit Hilfe des Royal Greenwich Observatory den Tag des Einzugs in Jerusalem auf den 10. Nisan (6. April) 32 n. Chr. Der Tag der Kreuzigung wäre demnach der folgende Freitag, der 11. April 32 n. Chr.